# 市原市立石塚小学校
市原市立石塚小学校（いちはらしりつ いしづかしょうがっこう）は、千葉県市原市八幡石塚にある公立小学校。文部科学省の学校コードはB112210004592、旧学校調査番号は121084。通称は石小（いししょう）。

## 概要
市原市北部の市原地区に位置する。児童数の増加によって市原市立八幡小学校から分離した新設校である。市内の加茂地区に石塚という地名があるが、本校が所在しているのは八幡石塚であり、前者は全く関係がない。村田川を挟んで向かい側は千葉市となっており、市内で最も市町村境界に近い学校となっている。

## 沿革

### 概歴
1974年（昭和49年）に市原市立八幡小学校から分離して、市原市立石塚小学校として開校した。2003年に創立30周年を記念して「市原市立石塚小学校創立30周年記念誌」を刊行している。

### 年表
- 1974年（昭和49年）4月1日 - 市原市立石塚小学校として開校[4]。

## 校則

### 校歌
校歌の詳細は以下の通りである。
- 作詞：澤田繁二
- 作曲：山本金雄

## 施設

### 敷地
敷地の詳細は以下の通りである。
| 所在地     | 〒290-0061 千葉県市原市八幡石塚2丁目4 |
| 所有者     | 市原市                                |
| 敷地面積   | 23,228m2                              |
| 用途地域   | 第一種住居地域                        |
| 指定建蔽率 | 60%                                   |
| 指定容積率 | 200%                                  |
| 取得価格   | 672,425,000円                         |

### 建物
敷地内の建物は以下の通りである。
| 棟番号 | 棟名称     | 構造主体 | 階数        | 延床面積   | 建築年 | 耐震情報   | 備考     |
| ------ | ---------- | -------- | ----------- | ---------- | ------ | ---------- | -------- |
| 001    | 校舎・園舎 | RC造     | 地上3階建て | 1,885.00m2 | 1975年 | 耐震工事済 | IS値0.73 |
| 002    | 校舎・園舎 | RC造     | 地上3階建て | 1,626.00m2 | 1975年 | 耐震工事済 | IS値0.71 |
| 003    | 体育館     | S造      | 地上1階建て | 800.00m2   | 1979年 | -          | IS値1.38 |
| 004    | 校舎・園舎 | RC造     | 地上3階建て | 700.00m2   | 1981年 | 耐震工事済 | IS値0.71 |
| 005    | 校舎・園舎 | RC造     | 地上3階建て | 172.00m2   | 1975年 | 耐震工事済 | IS値1.05 |
| 006    | 倉庫・物置 | S造      | 地上1階建て | 65.00m2    | 1977年 | -          |          |
| 007    | 倉庫・物置 | 木造     | 地上1階建て | 26.00m2    | 1975年 | -          |          |
| 008    | 倉庫・物置 | 木造     | 地上1階建て | 26.00m2    | 1975年 | -          |          |
| 009    | 倉庫・物置 | 木造     | 地上1階建て | 10.00m2    | 1986年 | -          |          |
| 010    | 倉庫・物置 | S造      | 地上1階建て | 9.00m2     | 1994年 | -          |          |
| 011    | ポンプ室   | S造      | 地上1階建て | 8.00m2     | 1985年 | -          |          |

### 併設施設
- 石塚小学校児童クラブ（学童保育）

## 規模
2022年（令和4年）5月1日現在の学校規模は以下の通りである。
| 児童数       | 370名    |
| 学級数       | 15学級   |
| 通学区域面積 | 1.522km2 |
| 通学区域人口 | 6,966人  |

## 諸活動

### 部活動
本校水泳部所属の児童が市原地区水泳大会で2016年（平成28年）と2017年（平成29年）の2年連続で総合優勝している。また、2017年（平成29年）9月の市原市陸上大会では本校児童3名が入賞した。その他、2001年の千葉県ポスター・標語コンクールで本校児童が優秀賞を受賞している。

### 外部チーム
学外サッカーチームとして本校をホームとする石塚FCがあり、本校児童の男女が参加している。

## 通学区域
以下の町丁字とその範囲を通学区域として指定している。
- 八幡浦1 - 2丁目
- 八幡北町1 - 3丁目
- 八幡石塚1 - 2丁目
- 八幡の一部

## 通学区域内施設
通学区域内の主な施設は以下の通りである。
- 千葉県立市原八幡高等学校
- 市原市立袖ケ浦保育所
- ラウンドワン市原店

## 中学校区
- 市原市立八幡中学校

## 隣接小学校区
- 市原市立八幡小学校
- 市原市立菊間小学校
- 千葉市立生浜西小学校

## アクセス
- 八幡宿駅から徒歩19分
- 浜野駅から徒歩20分